# Cussonia holstii
Cussonia holstii là một loài thực vật có hoa trong Họ Cuồng cuồng. Loài này được Harms ex Engl. mô tả khoa học đầu tiên năm 1894.